# 모데스트 음바미
모데스트 음바미(프랑스어: Modeste M'bami, 1982년 10월 9일 ~ 2023년 1월 7일)는 카메룬의 전 프로 축구 선수로, 과거 미드필더로 활약했다.

## 구단 경력
음바미는 카메룬 야운데 출신으로, 고국에서 디나모 두알라에서 축구를 시작했지만, 외국 클럽들에 의해 빠르게 주목을 받았다.
음바미는 2000년 여름 동안 스당에 합류했다. 어린 나이에도 불구하고, 음바미는 디비전 1에서의 첫 시즌에 10경기를 뛰었고 그의 클럽이 5위를 차지하도록 도왔다. 그는 빠르게 팀의 주전 선수가 되었고 다음 두 시즌 동안 60경기를 뛰었다. 2003년, 클럽은 리그 2로 강등되었고, 음바미는 그의 에이전트 윌리 맥케이가 울버햄프턴 원더러스와의 협상을 중단한 후 파리 생제르맹 €5M에 5년 계약을 체결하기로 결정했다.
파리 생제르맹에서의 첫 시즌에, 음바미는 또다른 젊은 수비형 미드필더인 로리크 차나와 동행했다. 경험 부족에도 불구하고, 그들은 클럽의 좋은 시즌에 큰 역할을 했는데, 파리 생제르맹은 리그 1에서 준우승을 차지했고 쿠프 드 프랑스를 우승했다. 2004년~05년 시즌, 음바미는 부상으로 어려움을 겪으며 부진을 면치 못했다. 2005년~06년 시즌, 음바미는 파리 생제르맹의 쿠프 드 프랑스 우승을 도왔고, 클럽은 리그를 9위로 마쳤다.
2006년 8월, 파리 생제르맹에서 3년을 보낸 후, 음바미는 숙적 마르세유로 이적하였고, 3년 계약을 맺었고, 이전 시즌에 마르세유와 계약했던 로리크 차나와 중원 협력 관계를 갱신하였다.
음바미는 2009년 여름 계약이 만료된 후 마르세유를 떠났고, 이후 잉글랜드 프리미어리그의 포츠머스 FC, 볼턴 원더러스 FC, 울버햄프턴 원더러스 FC, 위건 애슬레틱 FC에서 입단 테스트를 받았다. 2009년 9월 30일, 그는 마르세유와 계약이 끝난 후, 스페인 클럽 UD 알메리아로 이적하였고, 알메리아는 스페인 클럽과 계약을 체결하였다.
2011년 7월, 음바미와 후아니토는 알메리아에 의해 방출되었다. 이후 중국 슈퍼리그의 창춘 야타이로 즉시 임대되었고, 2012년 중국 갑급리그의 다롄 프로로 복귀하였다. 그러나, 그는 2012년 리그 시즌에 외국인 선수들의 제한으로 인해 다롄 프로에서 뛰지 못했다. 2012년 7월 사우디 프로페셔널리그의 알이티하드 클럽으로 이적했다.
2014년, 그는 콜롬비아의 수도 보고타에서 미요나리오스 FC로 이적하였다. 음바미는 수비형 미드필더로 기용되었고, 2014년~15년 시즌에 계약을 맺었다.

## 국제 경력
음바미는 2000년 시드니 하계 올림픽 남자 축구에 출전했는데, 카메룬은 이 대회에서 금메달을 차지했다. 특히 브라질과의 8강전 경기에서는 골든골을 기록하여 카메룬의 2-1 승리에 기여했다. 그는 카메룬이 프랑스에서 열린 2003년 FIFA 컨페더레이션스컵에서 준우승을 차지했을 때도 팀에 포함되었다. 튀니지에서 열린 2004년 아프리카 네이션스컵에서는 조별 리그 1위를 차지했지만, 준결승전 진출에 실패했다.
음바미는 2006년 FIFA 월드컵 예선전에서 코트디부아르에 밀려 조 2위를 차지하면서 본선 진출에 실패한 카메룬 축구 국가대표팀의 일원이 되었다.

## 감독 경력
2019년 11월, 그는 카메룬 축구 국가대표팀의 감독직을 거절했다.

## 사망
2023년 1월 7일, 파리 생제르맹은 음바미가 심근 경색으로 40세의 나이로 사망했다고 발표했다.